# Lebistinida pulchra
Lebistinida pulchra is een keversoort uit de familie loopkevers (Carabidae). De wetenschappelijke naam van de soort is voor het eerst geldig gepubliceerd in 1898 door Péringuey.